# Dark Fantasy (film)
Ne doit pas être confondu avec Dark World ou Dark fantasy.
Pour plus de détails, voir Fiche technique et Distribution.
Dark Fantasy (en russe : Тёмный мир ; translit. Tiomny Mir, ce qui signifie en français : Le Monde des ténèbres) est un film de fantasy urbaine russe réalisé par Anton Meguerditchev et sorti en 2010. Le film est le premier film russe au format 3D.

## Synopsis
Un groupe d’étudiants en anthropologie, en expédition dans des villages reculés du nord de la Laponie, exhume un ancien bouclier. Marina se retrouve, à la suite d’un simple contact avec cette relique, possédée et dotée de pouvoirs surnaturels terrifiants. Elle  va devoir remplir la mission de combattre les forces du Mal.

## Fiche technique
- Titre français : Dark Fantasy
- Titre anglais : Dark World
- Date de sortie[1] :
  - Russie : 7 octobre 2010

## Distribution
- Svetlana Ivanova : Marina
- Ivan Jidkov : Kostya
- Elena Panova : Khelvi
- Sergey Ugryumov : Aleksandr
- Ilya Alekseev : Artur
- Evgeniy Atarik : Assistant Aleksandr
- Olga Grishova : Queen of the Witches
- Zakhar Khungureev :
- Georgiy Klyuev :
- Maria Kojevnikova : Vika
- Tatyana Kuznetsova : Old woman
- Vladimir Malyugin :
- Vladimir Nosik : Sergey Rudolfovich
- Alina Orlova :
- Kseniya Radchenko : Valya
- Sergei Ryabtsev :
- Dmitriy Tarasenko :
- Aleksandra Valker : Ira Antikaynen
- Natalya Voloshina : Aynike
- Denis Yushechkin : Dzhordan

## Version française
- Société de doublage : NDE Production
- Direction artistique : Antony Delclève
- Adaptation des dialogues : Frédéric Alameunière
- Enregistrement et mixage :

### Article interne
- Dark World: Equilibrium, une série qui en est issue